# 忠臣蔵外伝 四谷怪談
『忠臣蔵外伝 四谷怪談』（ちゅうしんぐらがいでん よつやかいだん）は、1994年の日本映画。松竹誕生100周年記念作品で、複数の映画賞を受賞した。監督は深作欣二。主演は佐藤浩市。

## 解説
深作は1978年に忠臣蔵を題材にした『赤穂城断絶』を東映を製作していたが、歌舞伎の『仮名手本忠臣蔵』が昼の部、『東海道四谷怪談』が夜の部で伊右衛門が赤穂浪士であるという繋がりのある設定を活かして映画化した。冒頭に松の廊下の刃傷シーン、中盤にお岩の毒殺と宅悦の殺害が描かれ、終盤に赤穂浪士の吉良邸討ち入りが描かれ、その前夜に自分の私欲によって、主君を裏切り身内を殺した伊右衛門と、主君への忠誠を誓った内蔵助ら赤穂浪士の対比が描かれ、自暴自棄となった伊右衛門が浪士に切り殺される展開へとなる。クライマックスでは幽霊となったお岩が劣勢の状態になっている浪士達を霊術によって手助けをし、浪士たちを助ける『救いの女神』として活躍していく。お岩をヒロインとして描写し、その事にちなんでテーマ曲にオルフの『カルミナ・ブラーナ』の「おお運命の女神よ」がオープニングに、「フォルトゥナのつれなきに」がエンディングに使用されている。
他の映像化作品では武家の子女として描かれているお岩が娼婦として登場すること、悪役の顔に白粉が施されていること、亡霊のお岩が超能力のような力で浪士を手助けをするといった特殊効果の演出が施されている。伊右衛門が赤穂浪士であるのに対して相手のお梅・伊藤喜兵衛・お槇が吉良一門と繋がりがある設定となっている。

## あらすじ
元禄14年、江戸城松の廊下で吉良上野介に刃傷を起こした赤穂藩藩主・浅野内匠頭は切腹、赤穂藩は取り潰しとなった。2カ月前に召し抱えられたばかりの民谷伊右衛門はこれがきっかけで再び浪人の身となった。ある日、伊右衛門はひょんな事から湯女宿の湯女であるお岩と知り合い、同居生活を始めることになった。最初は仲睦まじく暮らしていた2人だったが、伊右衛門は吉良家家臣・伊藤喜兵衛の孫娘・お梅に気に入られ、婿入り話がその父親から持ちかけられると、身重のお岩の存在を次第に疎ましく思うようになる。また、主君の仇討ちに一番乗り気だった同僚の高田郡兵衛が脱盟したため、伊右衛門自身の忠誠心も薄れていき、遂に伊右衛門は仇討ちをやめて婿入りし、お岩を手に亡き者にしようと企てる。しかし、その結末に待っていたものとは…。

## 出演者
- 民谷伊右衛門：佐藤浩市
- お岩：高岡早紀
- お梅：荻野目慶子
- 伊藤喜兵衛：石橋蓮司
- お槇：渡辺えり子
- 清水一学：蟹江敬三
- 横川勘平：火野正平
- お可留：菊池麻衣子（新人）[5]
- 高田郡兵衛：谷口高史
- 吉良上野介：田村高廣（特別出演）
- 浅野内匠頭：真田広之（特別出演）
- 浮橋太夫：名取裕子（特別出演）
- 民谷伊織：近藤正臣
- 宅悦：六平直政
- 堀部安兵衛：渡瀬恒彦
- 大石内蔵助：津川雅彦
- 下元勉、奥村公延、真矢武、谷口高史、川鶴晃裕、南条好輝、甲斐道夫、真壁真吾、片岡弘貴、細川純一、青木哲也[2]、野々村仁 ほか

## スタッフ
- 監督：深作欣二
- 製作：櫻井洋三
- プロデューサー：佐生哲雄、斉藤立太、原克子
- 脚本：古田求、深作欣二
- 音楽：和田薫
- テーマ曲：カール・オルフ『カルミナ・ブラーナ』から「運命の女神よ」
  - 指揮：小澤征爾
  - ベルリン・フィルハーモニー管弦楽団
- 撮影：石原興（応援：藤原三郎、秋田秀継）
- 照明：中島利男
- 美術：西岡善信、丸井一利
- 録音：広瀬浩一
- 編集：園井弘一
- 調音：鈴木信一
- 助監督：津島勝、酒井信行
- 製作主任：黒田満重
- スチル：金田正
- 宣伝プロデューサー：村居俊彦、佐藤礼子
- 琵琶監修：鶴田錦史
- 琵琶指導：田中鶴旺、岩佐鶴丈
- 殺陣：上野隆三
- 特殊メイク：江川悦子
- 視覚効果：宮重道久
- 合成：田中貴志
- タイトル：マリンポスト
- 現像：IMAGICA
- 製作協力：京都映画、赤池産業株式会社
- ロケ協力：京都大覚寺、北野天満宮[2]

## 製作

### 企画
企画は製作としてクレジットされている櫻井洋三で、元々、『四十七人の刺客』をやろうとしていたら東宝に取られたという。それで後に引くことは出来ないと、深作に「なんとか忠臣蔵やってくれ」と頼んだ。深作はお岩さんの話、四谷怪談というのはやりたいなと思っていたから、「それとドッキングさせてくれれば考えられるかもしれない」と応えた。ノンクレジットながら大谷信義が製作本部長で、製作補佐が櫻井洋三と深作は述べている。

### 撮影
お岩を演じた高岡早紀は出演のため、留学中のロンドンから帰国。当時22才で大胆フルヌードを披露し大きな話題を呼んだ。高岡は初めての時代劇で、メイクから衣装から所作からとにかく右も左もわからないまま撮影が進んでいく毎日が辛くて、何度も逃げ出そうと思ったという。しかし撮影終了後、深作監督から「女優って楽しいだろ?」と言われたことで目から鱗が落ち「女優って面白いんだ！」と、そこで女優という仕事の面白さに気づき、初めて心から「女優になりたい」と思ったという。高岡はこの年の日本アカデミー賞最優秀主演女優賞を受賞するなど、各映画賞主演賞を独占し、翌1995年には篠山紀信撮影のヘアヌード写真集を発表している。

## 宣伝
大谷・櫻井コンビの宣伝がヘタで、イメージポスター一つ決まらず、深作が奥山和由松竹プロデューサーに宣伝を頼んだ。奥山が、敢えて東宝『四十七人の刺客』と同日封切にした。東宝・松竹による「忠臣蔵」競作も話題を呼んだ。宣伝においては、高岡のフルヌードだけでも十分にパブリシティは効いたが、さらの当時スキャンダルで名を馳せていた羽賀研二が起用され、「誠意大将軍」として四十七士の扮装で刀を振り回すというTVCMが放映された。

## 作品の評価

### 受賞歴
第18回日本アカデミー賞
- 最優秀作品賞
- 最優秀監督賞 - 深作欣二
- 最優秀脚本賞 - 古田求・深作欣二
- 最優秀主演男優賞 - 佐藤浩市
- 最優秀主演女優賞 - 高岡早紀
- 優秀助演女優賞 - 荻野目慶子・渡辺えり子　
- 優秀音楽賞 - 和田薫
- 最優秀撮影賞 - 石原興
- 最優秀照明賞 - 中島利男
- 優秀録音賞 - 広瀬浩一・鈴木信一
- 優秀編集賞 - 園井弘一
- 新人俳優賞 - 高岡早紀

第68回キネマ旬報ベスト・テン
- 日本映画ベスト・テン第2位、読者選出日本映画ベストテン第2位
- 主演女優賞 - 高岡早紀

第19回報知映画賞
- 主演女優賞 - 高岡早紀

第7回日刊スポーツ映画大賞・石原裕次郎賞
- 主演女優賞 - 高岡早紀

第37回ブルーリボン賞
- 主演女優賞 - 高岡早紀

第16回ヨコハマ映画祭
- 主演女優賞 - 高岡早紀

第49回毎日映画コンクール
- 日本映画優秀賞